# Fjordlandkuifpinguïn
De fjordlandkuifpinguïn (Eudyptes pachyrhynchus) (Maori: Tawaki) is een pinguïnsoort die voorkomt in Nieuw-Zeeland. De pinguïn broedt langs de kusten van Fjordland en omliggende eilanden en ook op Stewarteiland.  

## Herkenning
De fjordlandkuifpinguïn is 55 tot 71 cm lang en weegt 2,1 tot 5,1 kg. Het is een middelgrote pinguïn van boven is de vogel zwart met een blauwe glans op de rug. De kop is zwart met 3 tot 6 witte streepjes op de wang; het is de enige soort uit dit geslacht met dit kenmerk. De goudgele wenkbrauwstreep is vrij breed en aan het eind lopen de veren naar omlaag, tot op de nek. De snavel is fors en dof oranje tot roodachtig (de gelijkende Eudyptes-soorten hebben een meer roze snavel). De poten zijn roze.

## Verspreiding, leefgebied en broedgebied
Zoals alle pinguïnsoorten verblijft de vogel buiten de broedtijd op open zee. De soort komt voor rond Nieuw-Zeeland en het zeegebied tot aan de kusten van Tasmanië. De vogel broedt op rotsige hellingen in de dichte, vochtige loofbossen van Fjordland en Stewarteiland.

## Status
De  fjordlandkuifpinguïn heeft een beperkt broedgebied en daardoor is de kans op uitsterven aanwezig. De grootte van de populatie is in 2019 geschat op 12,5-50 duizend volwassen vogels. De populatie-aantallen nemen af door predatie door geïntroduceerde roofdieren zoals honden, katten, hermelijnen en ratten. Daarnaast is er verstoring door mensen en bovendien vormt de visserij en de grootschalige viskweek in de buurt een bedreiging. Om deze redenen staat deze soort als gevoelig op de Rode Lijst van de IUCN.